# لي هوارد ستيفنز
لي هوارد ستيفنز (بالإنجليزية: Leigh Howard Stevens)‏ هو معلم موسيقى أمريكي، ولد في 9 مارس 1953.

## وصلات خارجية
- لي هوارد ستيفنز على موقع ميوزك برينز (الإنجليزية)